# 地方志
地方志，即方志，是記載地方的地理、歷史、人物、自然生態及產業等資訊的著作，既是一種記載地方所有事物的百科全書，也是研究地方史的參考資料。地方志不仅仅是针对中央，也不只是行政区划界定的区域，而是广义上的某个区域。它既可以是某个行政区域，如省域、市域、县域、乡域、村域等。也可以是一个地理概念，如江河的流域、山脉所在的区域、海域等。还可以是国域、国外的某个区域，如某个国家、某个国家的某个区域、跨几个国家的某个区域等。

## 历史沿革
地方志有地區性、綜合性、資料性、連續性四個特點。最早《周礼》有“掌道方志以诏观事”的记载。秦朝以後，方志渐多，《后汉书·西域传》“二汉方志，莫有称焉”。左思《三都赋序》说：“余既思摹二京而赋三都。其山川城邑，则稽之地图；其鸟兽草木，则验之方志。” 南北朝以後方志進入发展时期，有《豫章古今记》、《荆州记》、《华阳国记》，皆初具方志規模。
隋唐宋时期方志有进一步发展，体例亦日臻完善；著名的总志有隋虞世基《區宇圖志》、唐李泰《括地志》、李吉甫《元和郡县图志》、宋樂史《太平寰宇记》、王存《元丰九域志》、欧阳忞《舆地广记》、王象之《舆地记胜》等，著名的地方性方志有宋高似孙《剡录》、宋敏求《长安志》《河南志》、程大昌《雍录》、潛說友《咸淳临安志》。
明清时期，知府、知县在正式上任之前的准备工作之一，便是找到当地的赋税徭役册和地方志察看，通过县志可了解当地的疆域舆地、人口户丁数、不动产登记、赋税徭役、风俗习惯等。地方志的修志工作为地方长官（知府、知县等）负责牵头，财政绝大部分是靠地方募捐，招聘当地的知名文人进行修志。清初顧祖禹《讀史方輿紀要》，顧炎武《肇域志》《天下郡國利病書》，大抵取材於方志。顾炎武修纂《肇域志》時，曾参阅明代及清初方志达一千多种。

## 分类

### 按空间分类
地方志可以分为行政区域志和非行政区域志2大类。记述空间是行政区域的有：国志、省志、自治区志、直辖市志、市志、县志、乡志、镇志、村志等。记述空间不是行政区域或跨行政区域的有：山志、江（河）志、海域志、海岛志、寺（庙）志、南极志、远东志、西欧志、北美志等。

### 按内容分类
地方志可分为综合性志书和单一性志书两类。综合性志书记述的内容是所志时空的方方面面，从自然到社会、从经济到政治、从美德到陋习，无所不包。一统志、省志、县志等即属此类。单一性志书记述的空间可以是某个行政区域，也可以是几个行政区域和非行政区域，还可以是国外的某个国家或跨国家的某个区域。这类志书的名称庞杂，如：山东文化志、中国戏曲志、欧洲风俗志、南极矿业志、日本服装志、西非报业志、平邑县水利志、临沂市农业志、亚洲铁路志、东欧工业志、北戴河水产志、世界人口志、西欧教育志、各国领海志、北美物产志、南极探险志、世界航天志、北极动物志、太平洋生物资源志、中国淡水渔业志、杂志、怪异志，等等。

### 按时间分类
地方志可分为通志和断代志2类。通志记述的时间上限是被志事物的发端，下限是志书断线（截止时间）。如《费县志》（时限是开天辟地到1985年）。断代志记述的时限是某个时期或者说某个历史阶段，如《费县志（1986-2005）》。

## 管理机构
在中国，中華民國內政部曾於1946年訂定《地方志書纂修辦法》管理地方志编纂工作；中華人民共和國于1959年成立中央政府机构中国地方志指导小组办公室，文革时期中断工作，1983年经中央书记处批准恢复活动。省级机构和市级机构全称为“地方志编纂委员会办公室”，简称“地方志办公室”。2006年5月18日，中华人民共和国国务院頒布《地方志工作条例》。2008年，中國地方志指導小組制定了《地方志書質量規定》。香港亦有机构设置。
臺灣的地方志編纂，原依《地方志書纂修辦法》由臺灣省及各縣市文獻會負責，在2001年廢止該辦法後，改由各縣市的文化局負責。
现代也有私人编志的情况，如1998年，在社區營造活動已相當興盛的臺灣，中華民國社區營造學會和台灣省政府文化處即合作規劃推動「大家來寫村史—民眾參與式社區史種籽村建立計畫」，由文史工作者和社區居民撰寫自己社區的歷史。
湖南省永州江永县清溪村的退休教师田万载热心于当地的瑶族文化与清溪村历史，自己编写了《清溪村志》。石家庄市赵县停住头村的村委会退休干部刘凤岐，在村里和周边做大量的走访调查，记录了住头村在抗日战争等时期的近百年历史，自费出版了村史《岁月的史诗》。
日本自德川幕府時代開始收集中國地方志，有十四所圖書館收藏中國地方志2866種。中國國內已佚或殘缺的地方志，在日本尚存有原刻本達224種。

## 方志舉例
- 寿春记
- 巴郡图经
- 南阳风俗传
- 娄地记
- 冀州记
- 会稽记
- 华阳国志
- 三山志
- 新安志
- 剡录
- 镇江志
- 四明志
- 旌德县志
- 灵寿县志
- 遵义府志
- 六安州志
- 永清县志
- 亳州志[20]
- 丹陽記
- 臨汀志
- 廈門志
- 臺灣府志
- 浙江通志
- 福建通志
- 廣東通志
- 泉州府志
- 澳門記略
- 壽寧待志
- 香港志

## 作用
- 作家陈忠实创作《白鹿原》时，对地方史志资料多加参考，从几个县的志、史中摘抄了30多万字的资料[21]。
- 留美學人何炳棣在撰寫《明清社會史論》一書時，曾在北美各大圖書館遍翻三千多種中國方志，超过读方志最多的清初大儒顾炎武。[22]
- 成都和重庆的两家“同德福”同名桃片食品公司者打起商标侵权官司，法官根据《合川县志》等历史文献判定重庆合川的“同德福”源自光绪二十三年（1898年）的同德福斋铺，登记“同德福”有合理性。
- 广西巴马以长寿村闻名，当地一些企业和单位宣传活了超过142岁的清代人蓝祥为巴马人，但广西宜州官方以两地的地方志纪录为证，驳斥了蓝祥为巴马人的说法[23][24]。
- 江苏宿迁为重现“白鹿渔歌”古景，在耿车镇开挖白鹿湖人工湖。但很多市民认为白鹿湖应在来龙镇，历史学者根据《宿迁县志》、《淮安府志》等资料证明古代的白鹿湖确在现耿车镇境内[25]。
- 光绪版《南岳志》记载，祝融峰舍身崖上有“寿比南山”四字题刻，南岳相关部门因此几度探寻，终在2009年发现“南山”摩崖石刻[26]。

## 外部連結
- 维基共享资源上的相關多媒體資源：中国公有领域地方志原文扫描
- 维基文库中的相關文獻：分类:地方志
- 《地方志工作条例》 （页面存档备份，存于）